# Krškany
Krškany és un poble i municipi d'Eslovàquia que es troba a la regió de Nitra, al sud-oest del país. El 2011 tenia 780 habitants.

## Història
La primera menció escrita de la vila es remunta al 1242.

## Demografia
| Godina             | 1994 | 2004   | 2014   | 2024    |
| ------------------ | ---- | ------ | ------ | ------- |
| Nombre de persones | 769  | 730    | 749    | 830     |
| Diferència         |      | −5,07% | +2,60% | +10,81% |

| Godina             | 2023 | 2024   |
| ------------------ | ---- | ------ |
| Nombre de persones | 815  | 830    |
| Diferència         |      | +1,84% |